# Stefano Bessoni
Stefano Bessoni (nacido el 14 de septiembre de 1965) es un cineasta, animador de películas stop-motion e ilustrador italiano.

## Biografía
Stefano Bessoni nació en Roma en 1965. Estudió artes visuales bajo la enseñanza del grabador napolitano Mario Scarpati. Después de un desvío en la zoología y las ciencias naturales, dejó la Facultad de Biología y luego se graduó en la Academia de Bellas Artes de Roma.
Desde 1989 ha estado haciendo varias películas experimentales y documentales además de instalaciones teatrales y de vídeos. En los años 90 trabajó para muchas empresas de producción de televisión como operador de cámara, director de fotografía y editor. También colaboró con el director italiano Pupi Avati, como asistente, storyboard artist y digital effect artist. 
En 1995 recibió el premio italiano de la FEDIC “Claudio Pastori” por su trabajo como cineasta, por “la consistencia de su compromiso, la peculiaridad de su investigación, la cultura y la pasión expresada a través de su trabajo y el profundo análisis de las relaciones entre el cine, la pintura, la historia y las tradiciones y creencias populares”.
Además de trabajar como cineasta y animador, Stefano enseña de forma habitual en Italia y al extranjero: de 2000 a 2007 enseñó dirección de cine en la Academia de cine NUCT de Cinecittà, Roma y de 2010 a 2013 fue docente de dirección visionaria y fantástica en la Academia Griffith, en Roma.  
Ha enseñado en talleres de ilustración y animación stop-motion en escuelas y festivales como: Ars in Fabula (Macerata, Italia), Giffoni Film Festival (Salerno, Italia), Future Film Festival (Bolonia, Italia), Bologna Children’s Book Fair – Expopixel (Bolonia, Italia), Fantaspoa (Porto Alegre, Brasil), Estación Diseño (Granada).
El libro Stop-motion. La fabbrica delle meraviglie, con un prólogo de Barry J.C. Purves, nació de su larga experiencia como profesor y animador. 
«Encantado por la dimensión imaginaria de los cuentos de hadas» y «fascinado por lo horrible y lo inquietante, lo siniestro y lo  mortal», también ha publicado numerosos libros ilustrados inspirados en el mundo de los cuartos de maravillas, de los viejos cuentos de hadas y de las canciones macabras, entre ellos: Homunculus (2011), Wunderkammer (2011), Alicia Bajo Tierra (2012), Canti della forca (Los cantos del cadalso) (2013), Pinocchio (2014) y la serie Le scienze inesatte (Rachel y Rebecca).
Actualmente es coordinador del curso de Ilustración y Animación en el IED Roma.

## Filmografía

### Largometrajes
- 2011 Krokodyle
- 2009 Imago Mortis
- 2005 Frammenti di scienze inesatte
- 2001 I cavalieri che fecero l'impresa (dirigido por Pupi Avati) (storyboard artist)
- 1999 La via degli angeli (dirigido por Pupi Avati) (sketch artist)

### Cortometrajes, mediometrajes, documentales
- 2013 Gallows Songs
- 2002 Kokocinski
- 2000 Il catturatore
- 1998 Galgenlieder. Canti patibolari
- 1997 Pinocchio apocrifo. Storia di un burattino in dieci quadri
- 1996 Asterione
- 1995 Grimm e il teatro della crudeltà
- 1994 Totentanz
- 1993 Gregor Samsa
- 1993 Tulp
- 1992 Il principe delle ombre. Ritratto di Mario Scarpati
- 1991 La favola del bambino mai nato

## Premios y becas (selección)
- 2013 Gallows Songs: Subvención del Ministerio de Cultura de Italia por ser una “película de interés nacional”[3]
- 2011 Krokodyle: Méliès de plata, Sitges – Festival Internacional de Cinema Fantàstic de Catalunya;[4] Best International Film at the Puerto Rico Horror Fest, Puerto Rico;[5] Best Fantasy Film en el São Paulo CineFantasy, Brasil
- 2006 Imago Mortis: Subvención de 500.000 euros para la producción de la película del Ministerio de Cultura de Italia por ser una “película de interés nacional”[6]
- 2006 Frammenti di scienze inesatte: mejor largometraje en el Fano International Film Festival;[7] Premio de los jurados jóvenes en el Valdarno Cinema Fedic, San Giovanni Valdarno